# Хондурас
Хондурас, званично Република Хондурас (шп. República de Honduras), држава је у Средњој Америци са 7,2 милиона становника (2005) и главним градом Тегусигалпа. На западу се граничи са Гватемалом, на југу са Салвадором, на југоистоку са Никарагвом, а северно од Хондураса, преко пута Хондураског залива налази се Белизе.

## Етимологија
Дословно значење израза „Хондурас“ на шпанском је „дубине“. Име би се могло односити на залив Трухило као сидриште, фондура на леонском дијалекту шпанског, или на наводни Колумбов цитат „Gracias a Dios que hemos salido de esas Honduras“ („Хвала Богу што смо отишли из тих дубина“ ).
Тек крајем 16. века Хондурас је коришћен за целу провинцију. Пре 1580. године, Хондурас се односио само на источни део провинције, а Хигуерас на западни део. Друго рано име је Гуаимурас, оживљено као назив за политички дијалог 2009. године који се одржао у Хондурасу за разлику од Костарике.
Хондурани се на шпанском често називају Катрачо или Катрача. Реч су смислили Никарагванци, а потиче од презимена шпанског хондурашког генерала Флоренсија Ксатруча, који је 1857. предводио хондурашке оружане снаге против покушаја инвазије северноамеричког авантуриста Вилијама Волкера.

## Историја
Пре доласка белаца подручје Хондураса је део подручја средњоамеричких индијанских култура. У западном делу развијала се култура Маја.
У претколумбијској ери, модерни Хондурас био је подељен између две пан-културне регије: Мезоамерика на западу и Истмо-колумбијске области на истоку.
Сваки комплекс имао је „језгро подручја“ унутар Хондураса (долина Сула за Мезоамерику и Ла Москвитија за подручје Истмо-Колумбије). Међутим, ови концепти нису имали значење у самој претколумбовској ери и представљају изузетно разноврсна подручја. Народ Ленка у унутрашњости планинског подручја такође се генерално сматра мезоамеричким, мада је обим повезаности са другим областима варирао током времена (на пример, ширећи се током зенита Толтечког царства).
На крајњем западу, цивилизација Маја цветала је стотинама година. Доминантна, најпознатија и најбоље проучавана држава унутар граница Хондураса била је у месту Копан, које се налазило у углавном не-мајанском подручју, или на граници између Маја и не-Маја. Копан је опао са осталим низијским центрима током пожара. Међутим, Копан представља само делић хондурашке претколумбијске историје. Остаци других цивилизација налазе се широм земље. Скенирање ЛиДАР-а 2012. открило је да је у Ла Москвитији постојало неколико раније непознатих насеља велике густине, што одговара легенди о „Ла Сиудад Бланка“. Ископавања и проучавања су од тада побољшала познавање историје региона. Процењује се да су ова насеља достигла свој зенит од 500. до 1000. године нове ере.

### Шпанска освајања
Кристифор Колумбо се искрцао на обалу земље 1502. и дао јој име Хондурас, што на шпанском језику значи дубине, према дубокој води уз обалу. Шпански освајачи под вођством Кортеза долазе 1524. 30. јула 1502, Колумбо је послао свог брата Вартоломеја да истражи острва, а Вартоломеј је наишао на трговачко пловило Маја из Јукатана, на којем су биле богате Маје и богат терет. Вартоломејеви људи украли су терет који су желели и киднаповали старијег капетана брода да би служио као тумач у првом забележеном сусрету Шпанаца и Маја.
У марту 1524. Гил Гонзалез Давила постао је први Шпанац који је ушао у Хондурас као конкистадор, праћен Ернаном Кортесом, који је срушио снаге из Мексика. Велики део освајања догодио се у наредне две деценије, прво од група лојалних Кристобалу де Олиду, а затим од лојалних Франциску де Монтеху. Поред шпанских ресурса, освајачи су се ослањали у великој мери на оружане снаге из Мексика.
Отпор освајању посебно је водио Лемпира. Многи региони на северу Хондураса никада нису пали под шпанску власт, нарочито Краљевство Мискито. Након шпанског освајања, Хондурас је постао део огромног царства Шпаније у Новом свету у оквиру Краљевине Гватемала. Трухиљо и Грасијас били су први главни градови. Шпанци су владали регионом отприлике три века.

### Шпански Хондурас
Хондурас је био организован као покрајина Краљевине Гватемале и главни град је био фиксиран, прво у Трухиљу на атлантској обали, а касније у Комајагви и на крају у Тегусигалпи у централном делу земље.
Ископ сребра био је кључни фактор у шпанском освајању и насељавању Хондураса. У почетку су руднике радили локални људи путем система енкомијенда, али како су болест и отпор ову опцију учинили мање доступном, доведени су робови из других делова Централне Америке. Када је локална трговина робовима заустављена крајем шеснаестог века, афрички робови, углавном из Анголе, су били увезени. После, око 1650. године, врло мало робова или других спољних радника стигло је у Хондурас.
Иако су Шпанци прилично брзо освојили јужни или пацифички део Хондураса, били су мање успешни на северној или атлантској страни. Успели су да оснују неколико градова дуж обале, посебно у Пуерто Кабаљосу и Трухиљу, али нису успели да освоје источни део региона и многе регије независних староседелачких народа. Краљевство Мискито на североистоку било је посебно ефикасно у опирању освајању. Краљевство Мискито пронашло је подршку северноевропских приватника, пирата и посебно британске некадашње енглеске колоније Јамајке, која је већи део подручја ставила под своју заштиту после 1740. године.

### Независност
Хондурас је стекао независност од Шпаније 1821. године и био је део Првог мексичког царства до 1823. године, када је постао део Уједињених провинција Централне Америке. Била је независна република и одржавала је редовне изборе од 1838. Током 40-их и 1850-их Хондурас је учествовао у неколико неуспелих покушаја централноамеричког јединства, попут Конфедерације Централне Америке (1842–1845), завета Гватемале (1842), Дијета Сонсонате (1846), Дијета Накаоме (1847) и Национално представништво у Централној Америци (1849–1852). Иако је Хондурас на крају усвојио име Република Хондурас, унионистички идеал никада није спласнуо, а Хондурас је био једна од земаља Централне Америке која је највише гурала политику регионалног јединства.
Политике које фаворизују међународну трговину и инвестиције започеле су 1870-их, а убрзо су се укључили и инострани интереси, прво у бродарству са северне обале, трговину тропског воћа и највише банана, а затим у изградњи железничких пруга. 1888. године на пројектованој железничкој прузи од карипске обале до главног града Тегусигалпе. Пројекат је остао без новца када је стигао до Сан Педро Суле. Као резултат, Сан Педро је прерастао у примарни индустријски центар државе и други по величини град. Комајагва је била главни град Хондураса до 1880. године, када се главни град преселио у Тегусигалпу.
Од стицања независности, у земљи се догодило скоро 300 малих унутрашњих побуна и грађанских ратова, укључујући неке промене режима.

### 20. век и улога америчких компанија
Крајем деветнаестог века, Хондурас је доделио земљиште неколицини компанија за трговину воћем и инфраструктуром са седиштем у САД, заузврат за развој северних региона земље. Компаније за извоз банана, којима су доминирале компаније за воће Кујамел, као и Удружена воћна компанија, до 1930. године изградиле су енклавну економију у северном Хондурасу, контролишући инфраструктуру и стварајући самодовољне, ослобођене пореза секторе који су релативно допринели мало на економски раст. Америчке трупе искрцале су се у Хондурасу 1903, 1907, 1911, 1912, 1919, 1924 и 1925.
1904. године писац О. Хенри сковао је термин „република банана“ да би описао Хондурас, објавивши књигу „Купуси и краљеви“, о измишљеној земљи Анчурија, инспирисана његовим искуствима у Хондурасу, где је живео шест месеци. О. Хенри нацију назива „малом морском републиком банана“; природно је да је плод био целокупна основа његове привреде. Према књижевном аналитичару који пише за магазин The Economist: "његова фраза лепо дочарава слику тропске, аграрне земље. Али њено стварно значење је оштрије: односи се на воћне компаније из Сједињених Држава које су имале изванредан утицај на политику Хондураса и његових суседа “. Поред привлачења средњоамеричких радника на север, воћне компаније су подстицале имиграцију радника са Кариба који говоре енглески, посебно са Јамајке и Белизеа. Хондурас се придружио савезничким нацијама након Перл Харбора, 8. децембра 1941, и потписао Декларацију Уједињених нација 1. јануара 1942, заједно са још двадесет и пет влада.
Уставне кризе 1940-их довеле су до реформи 1950-их. Једна реформа дала је радницима дозволу за организовање, а генерални штрајк 1954. парализовао је северни део земље више од два месеца, али је довео до реформи. 1963. војни пуч сменио је демократски изабраног председника Рамона Виљеду Моралеса. Међународни суд правде је 1960. северни део Обале комараца пренео из Никарагве у Хондурас.

### Рат и тензије 1969-1999
1969. године Хондурас и Салвадор су кренули у рат, што је касније постало познато као Фудбалски рат. Граничне тензије довеле су до несугласица између две државе након што је Освалдо Лопез Арељано, председник Хондураса, за погоршање хондурашке економије оптужио имигранте из Салвадора. Однос је достигао најнижи ниво када се Ел Салвадор састао са Хондурасом на три круга фудбалске елиминационе утакмице пре Светског првенства.
Напетости су ескалирале и 14. јула 1969. салвадорска војска напала је Хондурас. Организација америчких држава (ОАС) преговарала је о прекиду ватре који је ступио на снагу 20. јула и донео повлачење салвадорских трупа почетком августа. Фактори који су допринели сукобу били су гранични спор и присуство хиљада Салвадоранаца који илегално живе у Хондурасу. После једнонедељног рата, протерано је чак 130 000 салвадорских имиграната.
Ураган Фифи нанео је велику штету када је прелетео северну обалу Хондураса 18. и 19. септембра 1974. Током раних 1980-их, Сједињене Државе успоставиле су континуирано војно присуство у Хондурасу да би подржале Ел Салвадор, контра герилу која се борила против владе Никарагве, и такође развиле ваздушну писту и модерну луку у Хондурасу. Иако поштеђена крвавих грађанских ратова који су узнемирили њене суседе, хондурашка војска је тихо водила кампање против марксистичко-лењинистичких милиција, попут Народноослободилачког покрета Кинчонерос, познатог по отмицама и бомбашким нападима, као и против многих не-милитаната. Операција је укључивала кампању вансудских убијања коју је подржала влада, а нарочито Батаљон 316.
Ураган Мич је 1998. године изазвао масовна и раширена разарања. Председник Хондураса Карлос Роберто Флорес рекао је да је педесет година напретка у земљи преокренут. Мич је уништио око 70% усева у земљи и процењује се да је 70–80% транспортне инфраструктуре, укључујући скоро све мостове и споредне путеве. Широм Хондураса уништено је 33.000 кућа, а додатних 50.000 оштећено. Око 5.000 људи је убијено, а 12.000 рањено. Укупни губици процењени су на 3 милијарде америчких долара.

### 21. век
Председник Хондураса Мануел Зелаја и председник Сједињених Држава Џорџ В. Буш су 2007. године започели разговоре о америчкој помоћи Хондурасу у суочавању са растућим наркокартелима у Москиту, источни Хондурас, користећи америчке специјалне снаге. Ово је означило почетак новог упоришта за континуирано присуство америчке војске у Централној Америци.
Под Зелајом, Хондурас се придружио АЛБА-и 2008. године, али се повукао 2010. након хондурашког државног удара 2009. године. У 2009. години настала је уставна криза када је моћ пучем пребачена са председника на шефа Конгреса. ОАС је суспендовао Хондурас јер своју владу није сматрао легитимном.

## Географија
Хондурас се налази на најширем делу средњоамеричког земљоуза. На северу је обала Карипског мора (644 km). Овде се простире обалско подручје река, лагуна и мочвара које иде до 70 km у дубину копна. На југу је краћа обала Пацифика (124 km). Од истока ка западу простире се планински ланац испресецан токовима река. Највише узвишење је Серо Ел Питал са 2870 m висине. У Заливу Фонсека на југозападу, налазе се бројна вулканска острва. У долинама карипске обале су плантаже банана. Највећи део становништва живи на западу земље и у департману Кортес.

### Клима
У Хондурасу влада тропска клима, која је умерена у вишим пределима. Карипска обала је стално влажна и ту су просечне годишње температуре око 25 °C. Обала Пацифика је сува у време зима, а просечна температура износи 29 °C. У вишим пределима умерене климе температуре су око 20 °C. Кишна сезона траје од маја до октобра, а на карипској обали траје целе године (2.540 милиметара годишње).

### Воде
Највећи део река Хондураса се улива у Карипско море. Рио Патука, дуга 320 km, и Рио Улуа, дуга 240 km, су најдуже реке земље. Рио Негро и Рио Коко чине границу са Никарагвом. Највеће језеро је Хохоа (285 km²).

### Природа
Регија се сматра жариштем биодиверзитета због многих биљних и животињских врста које се тамо налазе. Као и друге земље у региону, садржи огромне биолошке ресурсе. Хондурас је домаћин више од 6.000 врста васкуларних биљака, од којих је 630 (до сада описаних) орхидеја; око 250 гмизаваца и водоземаца, више од 700 врста птица и 110 врста сисара, од којих су половина слепи мишеви.
У североисточном региону Ла Москвитија налази се резерват биосфере Рио Платано, низијска прашума која је дом велике разноликости живота. Резерват је додат на Унесков списак светске баштине 1982. године.
Хондурас има кишне шуме, облачне шуме (које се могу уздићи до скоро 3.000 метара или 9.800 метара надморске висине), мангрове, саване и планинске венце са дрвећем борова и храста и систем Мезоамеричких коралних гребена. На заливским острвима постоје делфини, манте, папагајске рибе, јата плавог танга и китове ајкуле.
Хондурас се одликује очуваним тропским шумама и богатством биосфере. Познат је очувани систем коралних спрудова око хондураских острва у Карипском мору („Иљас де ла Баија“). Брзи раст становништва, сеча шума, индустријско загађење и туризам су претња очувању природе.
Око 48,1% територије је под шумама. Биорезерват Рио Платано је са 5.000 km² најзначајнији национални парк у земљи. Он је 1982. стављен на УНЕСКО листу Светске баштине. Око 10% површина су заштићени резервати природе.
У приобалним подручјима расту шуме мангрова и палми.
У Хондурасу живе бројне животињске врсте, попут: инсеката, крокодила, змија, рептила, птица, медведа, јелена, мајмуна, вукова и којота. Ту су и дивље мачке: јагуари, пуме и оцелоти.

### Еколошки проблеми
Крчење земљишта за пољопривреду преовлађује у углавном неразвијеном региону Ла Москвитија, што узрокује деградацију земљишта и ерозију тла. Језеро Хохоа, које је највећи извор слатке воде у Хондурасу, загађено је тешким металима произведеним у рударским активностима. Неке реке и потоци су такође загађени рударством.

## Привреда
Хондурас спада у најсиромашније и најнеразвијеније државе Латинске Америке. Економију углавном чини пољопривреда, а највећу извозну вредност има производња кафе. Некадашња друга по величини извозна грана, извоз банана, уништена је 1998. у урагану. До 2000. је производња обновљена на 57% пређашње вредности. Од осталих производних делатности важан је узгој ракова. Хондурас поседује шумска и минерална богатства, али ширење пољопривредних површина спаљивањем наставља угрожавати шуме.
У 2010. години 50% становништва живело је испод линије сиромаштва. До 2016. године више од 66% живело је испод границе сиромаштва.
Економски раст у последњих неколико година просечно је износио 7% годишње, што је једна од највиших стопа у Латинској Америци (2010). Упркос томе, Хондурас је забележио најмањи развој међу свим земљама Централне Америке. Хондурас је рангиран на 130. месту од 188 земаља са индексом хуманог развоја од .625, који нацију класификује као средњу развијеност (2015).

### Стратегије за смањивање сиромаштва
Хондурасова стратегија за смањење сиромаштва спроведена је 1999. године и имала је за циљ да преполови екстремно сиромаштво до 2015. Иако се повећавала потрошња на помоћ за смањење сиромаштва, БДП је порастао само за 2,5% између 1999. и 2002. Светска банка верује да ова неефикасност произилази из недостатка фокуса на инфраструктуру и рурални развој. Екстремно сиромаштво забележило је најнижи ниво од 36,2 процента само две године након примене стратегије, али се затим повећало на 66,5 процената до 2012.
Стратегије за смањење сиромаштва такође су требале да утичу на социјалну политику кроз повећана улагања у образовни и здравствени сектор. Очекивало се да ће ово сиромашне заједнице извући из сиромаштва, истовремено повећавајући радну снагу као средство за подстицање хондурашке економије. Програм породичне помоћи за то је користио условне новчане трансфере. Овај програм је реструктуриран 1998. године у покушају да повећа ефикасност новчаних трансфера за здравство и образовање, посебно за оне који су у екстремном сиромаштву. Укупна потрошња у оквиру Стратегија за смањење сиромаштва фокусирана је на образовање и здравство, повећавајући социјалну потрошњу са 44% БДП-а Хондураса у 2000. на 51% у 2004.
Пре пуча 2009. Хондурас је широко проширио социјалну потрошњу и екстремно повећао минималну зараду. Напори за смањење неједнакости били су брзо преокренути након пуча. Када је Зелаја уклоњен са канцеларијске социјалне потрошње, проценат БДП-а смањио се са 13,3% у 2009. на 10,9 недавно у 2012. Ово смањење социјалне потрошње погоршало је ефекте рецесије, за коју је нација раније била релативно добро опремљена.

### Економска неједнакост
Нивои доходовне неједнакости у Хондурасу су виши него у било којој другој земљи Латинске Америке. За разлику од осталих латиноамеричких земаља, неједнакост се у Хондурасу стално повећавала између 1991. и 2005. Између 2006. и 2010. неједнакост је забележила пад, али се поново повећала 2010.
Када се Хондурасов индекс хуманог развоја прилагоди неједнакости (познат као ИХДИ), индекс развоја Хондураса се смањује на .443. Такође се могу проценити нивои неједнакости у сваком аспекту развоја. У 2015. години неједнакост очекиваног животног века при рођењу била је 19,6%, неједнакост у образовању 24,4%, а неједнакост у приходима 41,5% Укупни губитак у људском развоју услед неједнакости био је 29,2.
Неједнакост постоји и између руралних и урбаних подручја с обзиром на дистрибуцију ресурса. Сиромаштво је концентрисано у јужним, источним и западним регионима где живе рурални и аутохтони народи. Северни и централни Хондурас су дом индустрије и инфраструктуре у земљи, што резултира ниским нивоом сиромаштва. Сиромаштво је концентрисано у руралном Хондурасу, образац који се огледа у читавој Латинској Америци. Ефекти сиромаштва на руралне заједнице су огромни. Сиромашне заједнице обично живе у домовима од ћерпича, немају материјалних ресурса, имају ограничен приступ медицинским ресурсима и живе од основа као што су пиринач, кукуруз и пасуљ.
Средња класа Хондураса је мала група коју дефинише релативно низак ниво чланства и прихода. Прелазак из ниже у средњу класу обично олакшава високо образовање. Професионалци, студенти, пољопривредници, трговци, пословни службеници и државни службеници сматрају се делом хондурашке средње класе. Шансе за запошљавање и индустријски и комерцијални сектор споро расту, ограничавајући чланство у средњој класи.
Виша класа Хондураса има много виши ниво прихода од остатка хондурашке популације што одражава велике количине неједнакости у дохотку. Велики део горње класе свој успех пружа расту извоза памука и стоке после Другог светског рата. Богати нису политички уједињени и разликују се у политичким и економским погледима.

### Трговина
Новчана јединица је хондурашка лемпира. Сектор телекомуникација отворен је за приватне инвестиције 25. децембра 2005. године, како је предвиђено ЦАФТА-ом. Цена нафте је регулисана, а Конгрес често ратификује привремену регулацију цена основних сировина. Ваде се злато, сребро, олово и цинк.

### Вода и санитација
Снабдевање водом и канализација у Хондурасу увелико се разликују од урбаних центара до сеоских села. Већи популациони центри углавном имају модернизоване системе за пречишћавање и дистрибуцију воде, али је квалитет воде често лош због недостатка одговарајућег одржавања и третмана. Рурална подручја углавном имају основне системе воде за пиће са ограниченим капацитетом за пречишћавање воде. Многа урбана подручја имају канализационе системе за сакупљање отпадних вода, али је правилно третирање отпадних вода ретко. У руралним подручјима санитарни чворови су углавном ограничени на заходе и основне септичке јаме.
Влада је 2003. донела нови „закон о водама“ који је захтевао децентрализацију водних услуга. Према закону из 2003. године, локалне заједнице имају и право и одговорност да поседују, управљају и контролишу сопствени систем пијаће воде и отпадних вода. Откако је овај закон усвојен, многе заједнице су се удружиле да би се на регионалној основи бавиле питањима воде и санитације.

### Криминал
Последњих година Хондурас је доживео веома висок ниво насиља и криминала. Убиства су достигла врхунац 2012. године са просечно 20 убистава дневно. Градови као што су Сан Педро Сула и Тегусигалпа регистровали су стопе убистава међу највишим на свету. Насиље је повезано са трговином дрогом, јер је Хондурас често транзитна тачка, и са низом урбаних банди, углавном МС-13 и банде 18. улице.
Насиље у Хондурасу порасло је након спровођења плана Колумбија и након што је мексички председник Фелипе Калдерон објавио рат против трговине дрогом у Мексику. Заједно са суседним Салвадором и Гватемалом, Хондурас чини део Северног троугла Централне Америке, који је окарактерисан као један од најнасилнијих региона на свету. Као резултат злочина и повећања стопе убистава, повећао се и проток миграната из Хондураса у САД. Пораст насиља у региону добио је међународну пажњу.

## Политика
Хондурас је демократска република. Председник Хондураса је и шеф државе и шеф владе. Извршну власт врши влада Хондураса. Законодавна власт припада Националном конгресу Хондураса. Судство је независно и од извршне власти и од законодавне власти.
Национални конгрес Хондураса (Конгресо Национал) има 128 чланова (дипутадос), изабраних на четворогодишњи мандат пропорционалном заступљеношћу. Конгресна места додељују се кандидатима странака по одељењима, пропорционално броју гласова које свака странка добије.

### Политичка култура
1963. војним пучем уклоњен је демократски изабрани председник Рамон Виледа Моралес. Низ ауторитарних војних влада држао је власт непрекидно до 1981. године, када је Роберто Суазо Кордова изабран за председника.
У партијском систему доминирали су конзервативна Национална странка Хондураса (Партидо Национал де Хондурас: ПНХ) и либерална Либерална партија Хондураса (Партидо Либерал де Хондурас: ПЛХ) све док хондурашки државни удар 2009. није уклонио Мануела Зелају са функције и ставио на дужност Роберта Минчлетија на његово место.
Истраживање је показало је да 60,3% људи верује да је полиција умешана у криминал, 44,9% нема "поверења" у Врховни суд, а 72% сматра да је било изборних превара на примарним изборима у новембру 2012. Такође, 56% је очекивало да ће председнички, законодавни и општински избори 2013. године бити лажни.
Актуелни председник Хондураса Хуан Орландо Хернандез ступио је на дужност 27. јануара 2014. Након што је успео да се кандидује за други мандат, врло блиски избори 2017. оставили су неизвесност да ли су превагнули Хернандез или његов главни изазивач, телевизијско лице Салвадор Насрала.

### Спољни послови
Хондурас и Никарагва су имали напете односе током 2000. и почетком 2001. године због граничног спора око атлантске обале. Никарагва је због спора увела царину од 35% на хондурашку робу.
У јуну 2009. државни удар свргнуо је председника Мануела Зелају; одведен је војним авионом у Костарику. Генерална скупштина Уједињених нација гласала је за отказивање пуча и позвала на враћање Зелаје. Неколико латиноамеричких држава, укључујући Мексико, привремено су прекинули дипломатске односе са Хондурасом. У јулу 2010. пуни дипломатски односи поново су успостављени са Мексиком.

### Војска
Хондурас има војску у саставу хондурашке војске, хондурашке морнарице и хондурашког ваздухопловства. Хондурас је 2017. године потписао уговор УН-а о забрани нуклеарног оружја.

## Становништво
Становништво углавном чине потомци мешанаца индијанског становништва и европских досељеника (местици) којих има 80%. Индијанаца има 7%, црнаца и мулата 2%, те белаца 1%. 175.400 држављана Хондураса говори неки од домородачких језика као матерњи, а најраспрострањенији је гарифуна (146.000).
Према вероисповести преовладавају католици (87%) и протестанти (10%).
Просечна старост у Хондурасу је 2002. била 18,8 година а просечна дужина живота 66,7 година. Око 25% становништва преко 15 година је неписмено.
Један од највећих здравствених проблема Хондураса је распрострањеност сиде.

### Етничке групе
Џон Гилин сматра Хондурас једном од тринаест „земаља Местика“ (Мексико, Гватемала, Ел Салвадор, Никарагва, Панама, Колумбија, Венецуела, Куба, Еквадор, Перу, Боливија, Парагвај). Тврди да се у Латинској Америци мало пажње посвећује раси и мешавини раса што резултира социјалним статусом који се мало ослања на нечије физичке особине. Међутим, у „земљама Местика“ попут Хондураса то није случај. Социјално раслојавање из Шпаније успело је да се развије у овим земљама колонизацијом.
Већина црнаца у Хондурасу су културно ладино, што значи да су хиспаноамериканци. Међу не-ладино групе у Хондурасу спадају Црна Кариба, Мискито, арапски имигранти и црначко становништво Ислас де ла Бахиа. Популација Црних Кариба потиче од ослобођених робова из Светог Винсента. Популација Мискита (око 10 000 јединки) потомци су афричких и британских имиграната и изузетно су расно разнолике. Док популације црних кариба и мискита имају слично порекло, црне карибе сматрају црним, док се мискитоси сматрају аутохтоним становништвом. Ово је у великој мери одраз културних разлика, јер су црне карибе задржале већи део своје изворне афричке културе. Већина арапских Хондурана су палестинског и либанског порекла. Познати су под називом „туркос“ у Хондурасу због миграција током владавине Османског царства. Одржали су културну посебност и економски напредовали.

### Религија
Иако је већина Хондуранaца номинално римокатоличка (што би се сматрало главном религијом), чланство у Римокатоличкој цркви опада, док се чланство у протестантским црквама повећава. Међународни извештај о верској слободи, 2008, примећује да је анкета известила да се 51,4% становништва изјаснило као католик, 36,2% као евангелички протестант, 1,3% тврдећи да је из других религија, укључујући муслимане, будисте, Јевреје, растафаријанце, итд. и 11,1% не припада ниједној религији. 8% је изјавило да је или атеиста или агностик. Уобичајени збир католичких цркава и чланство процењује да је 81% католика, где свештеник (у више од 185 парохија) сваке године мора попунити пасторални рачун парохије.

### Образовање
Око 83,6% становништва је писмено, а нето стопа основног уписа била је 94% у 2004. У 2014. години стопа завршетка основне школе била је 90,7%. Хондурас има двојезичне (шпански и енглески), па чак и тројезичне (шпански са енглеским, арапским или немачким) школе и бројне универзитете.
Високим образовањем управља Национални аутономни универзитет Хондураса који има центре у најважнијим градовима Хондураса.

### Градови
Главни и највећи град Хондураса са 1,09 милиона становника (стање 2001) је Тегусигалпа, која се налази на југу земље у планинској области поред Пацифика. Највећи град севера земље је Сан Педро Сула (491.000 становника), на 40 km од обале Карипског мора. Три међународна аеродрома се налазе у ова два града и у граду Ла Сеиба (111.000 становника), који са местом Пуерто Кортес (36.000 становника) чини две најважније карипске луке земље.

## Култура
Најпознатији хондурашки сликар је Хосе Антонио Веласкез. Међу важним сликарима су Карлос Гарај и Рокве Зелаја.
Хондурас је доживео процват своје филмске индустрије током последње две деценије. Од премијере филма "Anita la cazadora de insectos" 2001. године, ниво хондурашке продукције се повећао, многи сарађују са земљама као што су Мексико, Колумбија и САД Најпознатији хондурашки филмови су "El Xendra", "Amor y Frijoles" и „Cafe con aroma a mi tierra".

### Кухиња
Хондурашка кухиња спој је аутохтоне кухиње Ленка, шпанске кухиње, карипске кухиње и афричке кухиње. Ту су и јела од народа Гарифуна. Кокос и кокосово млеко налазе се у слатким и сланим јелима. Регионални специјалитети укључују пржену рибу, тамале, карне асада и балеаде.
Остала популарна јела укључују: месо пржено чизмолом и карне асадом, пилетину са пиринчем и кукурузом и пржену рибу са киселим луком и халапеносом. Неки од начина на који се морска храна и месо припремају у приобалним подручјима и на заливима Бај укључују кокосово млеко.
Супе које Хондурани уживају укључују супу од пасуља, супу од мондога (супе од боквица), супе од морских плодова и супе од говедине. Генерално се ове супе послужују помешане са плантажама, јуком и купусом, а служе се уз кукурузне тортиље.
Друга типична јела су монтуке или кукурузни тамале, пуњене тортиље и тамале умотане у лишће боквице. Типична хондурашка јела такође укључују богат избор тропског воћа као што су папаја, ананас, шљива, сапоте, маракуја и банане, које се припремају на више начина док су још зелене.

### Музика
Пунта је главна музика Хондураса, са осталим звуковима као што су карипска салса, меренге, реге и регетон, а сви се широко чују, посебно на северу, и мексичке ранчере које се чују у руралним унутрашњостима земље. Најпознатији музичари су Гиљермо Андерсон и Полаче.

### Празници
Неки од државних празника Хондураса укључују Дан независности Хондураса 15. септембра и Дан детета, који се у домовима, школама и црквама слави 10. септембра; на овај дан деца добијају поклоне и праве забаве сличне прославама Божића или рођендана. Неке четврти имају пињате на улици. Остали празници су Ускрс, Велики четвртак, Велики петак, Дан војника (3. октобра у част рођења Франциска Моразана), Божић, El Dia de Lempira  20. јула и новогодишња ноћ.
Свечаности поводом Дана независности Хондураса започињу рано ујутру са оркестрима. Сваки бенд носи различите боје и има навијачице. Фијеста Катрача одржава се истог дана: нуде се типичне хондурашке намирнице попут пасуља, тамале, балеада, касаве са чичаром и тортиља.
На Бадње вече људи се окупљају са породицама и блиским пријатељима да вечерају, а затим у поноћ дарују поклоне. У новогодишњој ноћи ту су храна, "кохете", ватромет и весеље. Рођендани су такође сјајни догађаји и укључују пињате пуњене бомбонима и изненађења за децу.
Карневал Ла Кеиба прославља се у Ла Кеиби, граду који се налази на северној обали, у другој половини маја у част дана заштитника града Светог Исидора. Људи из целог света долазе на недељне свечаности. Сваке ноћи постоји мали карневал (карнавалито) у суседству. У суботу је велика парада са пловцима и изложбама са људима из многих земаља. Ову прославу прати и Сајам млека, где многи Хондурани долазе да покажу своје фарме и животиње.

### Национални симболи
Застава Хондураса састоји се од три једнаке водоравне пруге. Плаве горње и доње пруге представљају Тихи океан и Карипско море. Централна пруга је бела. Садржи пет плавих звезда које представљају пет држава Централноамеричке уније. Средња звезда представља Хондурас, смештен у центру Централноамеричке уније.
Грб је успостављен 1945. године. То је једнакостранични троугао, у основи се налази вулкан између три замка, преко којег је дуга и сунце. Троугао је постављен на површину која симболизује купање оба мора. Око свега овога налази се овал који садржи златне натписе: „Република Хондурас, слободна, суверена и независна“.
Национални цвет је чувена орхидеја, која је заменила ружу 1969.
Национални сисар је јелен белорепан, који је усвојен као мера за избегавање прекомерне деградације. То је једна од две врсте јелена које живе у Хондурасу. Национална птица Хондураса је гримизни ара (Ара макао). Ова птица је била веома цењена у претколумбовским цивилизацијама Хондураса.

### Фолклор
Легенде и бајке су најважније у хондурашкој култури. Пример за то је Љувија де Песес (киша од рибе). Популарне су и легенде о Ел Кадеју и Ла Љорони.

### Спорт
Главни спортови у Хондурасу су фудбал, кошарка, рагби, одбојка и бициклизам, са мањим следовањима за атлетику, софтбол и рукомет.

## Административна подела
Територија Хондураса се административно дели у 18 департмана. Највећи по површини је Оланхо, а по становништву Франсиско Морасан, где се налази главни град Тегусигалпа. Најмањи департман по површини и по броју становника је Иљас-де-баија.
Нова административна подела под називом ЗЕДЕ (Zonas de empleo y desarrollo económico) створена је 2013. ЗЕДЕ имају висок ниво аутономије са сопственим политичким системом на судском, економском и административном нивоу, а заснивају се на капитализму слободног тржишта.
Департмани Хондураса:
1. Атлантида
2. Чолутека
3. Колон
4. Комајања
5. Копан
6. Кортез
7. Ел Параисо
8. Франциско Моразан
9. Грасијас а Диос
10. Интибука
11. Департман Беј острва
12. Ла Паз
13. Лемпира
14. Окотепеке
15. Оланчо
16. Санта Барбара
17. Вале
18. Јоро